# Sonic the Hedgehog
Sonic the Hedgehog (на японски: ソニック・ザ・ヘッジホッグ; на български: Таралежът Соник) е серия от видеоигри, създадени от Sega. Съсредоточава се върху серии от платформър игри, в които трябва да се тича, но някои са различен жанр.
Главният герой в игрите е син таралеж на име Соник, чийто спокоен живот е често развалян от злия Доктор Иво „Егман“ Роботник. Обикновено Соник е с приятелите си Майлс „Тейлс“ Прауър, Ейми Роуз и Нъкълс. Те трябва да спрат Егман да доминира техния свят.
Sonic Team са разработили редица заглавия в серията. Най-важните членове на екипа са Юджи Нака, дизайнерът на герои Наото Ошима и дизайнерът на нива Хирокази Ясухара. Други разработчици на Соник игрите са японските Dimps, Американските Sega Technical Institute, Backbone Entertainment, Big Red Button Entertainment и Sanzaru Games, канадските BioWare и британските Sumo Digital и Traveller's Tales. Докато първите игри са били платформър игри, игрите се развили към други жанрове като екшън-приключение, игра с бой, състезателни игри, ролеви игри и спорт.

## История

### 1991
- Sonic the Hedgehog (16-битова версия)
- Sonic the Hedgehog (8-битова версия)
- Sonic Eraser
- Waku Waku Sonic Patrol Car

### 1992
- Sonic the Hedgehog 2 (8-битова версия)
- Sonic the Hedgehog 2 (16-битова версия)

### 1993
- SegaSonic the Hedgehog
- Sonic the Hedgehog CD
- SegaSonic Popcorn Shop
- Sonic Chaos
- Dr. Robotnik's Mean Bean Machine
- Sonic Spinball
- SegaSonic Cosmo Fighter

### 1994
- Sonic the Hedgehog 3
- Sonic Drift
- Wacky Worlds Creativity Studio
- Tails and the Music Maker
- Sonic the Hedgehog's Gameworld
- Sonic & Knuckles
- Sonic The Hedgehog Triple Trouble

### 1995
- Sonic Drift 2
- Knuckles' Chaotix
- Tails' Skypatrol
- Tails Adventure
- Sonic Labyrinth

### 1996
- Sonic the Fighters
- Sonic 3D Blast
- Sonic Blast
- Sonic' s Schoolhouse

### 1997
- Sonic R

### 1998
- Sonic Adventure

### 1999
- Sonic Pocket Adventure

### 2000
- Sonic Shuffle

### 2001
- Sonic Adventure 2
- Sonic Advance

### 2002
- Sonic Advance 2

### 2003
- Sonic Pinball Party
- Sonic Battle

### 2004
- Sonic Heroes
- Sonic Advance 3

### 2005
- Sonic Rush
- Shadow The Hedgehog
- Sonic X (Leapster)

### 2006
- Sonic Riders
- Sonic the Hedgehog / Sonic 2006
- Sonic Rivals

### 2007
- Sonic and the Secret Rings
- Sonic Rush Adventure
- Mario & Sonic at The Olympic Games
- Sonic Rivals 2

### 2008
- Sonic Riders: Zero Gravity
- Sega Superstars Tennis
- Sonic at the Olympic Games
- Sonic Chronicles: The Dark Brotherhood
- Sonic Unleashed

### 2009
- Sonic and the Black Knight
- Mario & Sonic at the Olympic Winter Games

### 2010
- Sonic at the Olympic Winter Games
- Sonic & Sega All-Stars Racing
- Sonic the Hedgehog 4: Episode I
- Sonic Free Riders
- Sonic Colors

### 2011
- Sonic Generations
- Mario & Sonic at the London 2012 Olympic Games

### 2012
- Sonic the Hedgehog 4: Episode II
- Sonic & All-Starts Racing Transformed

### 2013
- Sonic Athletics
- Sonic Ghost Shooting
- Sonic Lost World
- Mario & Sonic at the Sochi 2014 Olympic Winter Games

### 2014
- Sonic Jump Fever
- Sonic Boom: Rise of Lyric
- Sonic Boom: Shattered Crystal

### 2015
- Sonic Runners

### 2016
- Sega 3D Classics Collection
- Sonic Boom: Fire & Ice
- Mario & Sonic at the Rio 2016 Olympic Games
- Sega 3D Classics Collection
- Sonic Mania

### 2017
- Sonic Runners Adventure
- Sonic Forces

### 2018
- Sonic Mania Plus
- Sega Heroes

### 2019
- Team Sonic Racing
- Sonic Racing
- Mario & Sonic at the Olympic Games Tokyo 2020

### 2020
- Mario & Sonic at the Olympic Games Tokyo 2020 – Arcade Edition
- Sonic at the Olympic Games (2020)

### 2021
- Sonic Colors Ultimate